# NGC 7516
NGC 7516 (również PGC 70703 lub UGC 12420) – galaktyka soczewkowata (S0), znajdująca się w gwiazdozbiorze Pegaza. Odkrył ją Albert Marth 5 września 1864 roku.